# Açude da Agolada
El Açude da Agolada es un paisaje local protegido que presenta una cobertura arbórea donde domina esencialmente la dehesa de encinas (Quercus suber), abetos manso (Pinus pinea) y abetos bravo (Pinus pinaster). En términos de fauna, protege un vasto conjunto de especies, siendo los más importantes la carpa (Cyprinus carpio) y la culebra de collar (Natrix natrix).